# 시시뉴
시세루 주앙 지 세자리(포르투갈어: Cícero João de Cézare, 1980년 6월 24일, 프라도폴리스 ~)는 시시뉴(포르투갈어: Cicinho siˈsĩɲu[*]) 라는 별칭으로 불리는 브라질의 전 프로 축구 선수로, 포지션은 우측 수비수다.

## 클럽 경력

### 상파울루
상파울루주 프라도폴리스 출신인 시시뉴는 상파울루에서 활약하던 당시 FIFA 클럽 월드컵 2005 우승을 경험했다. 이후, 그는 레알 마드리드에 합류했다.

### 레알 마드리드
2006-07 시즌, 시시뉴는 전방 십자 인대 중상을 당해 6개월 간 출장을 못했다. 그는 2007년 4월 29일, 아틀레틱 빌바오와의 경기에서 경기장을 다시 밟은 것은 물론 선발로 나섰다. 그는 뤼트 판 니스텔로이에 공을 배급해 골을 도왔고, 판 니스텔로이의 추가골도 관여했다. 레알 마드리드는 이 경기에서 4-1 대승을 쟁취했다.
2007-08 시즌을 앞두고, 베언트 슈스터 감독의 체제 하에 더 적은 출전 시간을 보장받았다. 시즌을 앞두고 치른 경기에서 주로 미첼 살가도와 세르히오 라모스가 레알 마드리드의 우측 수비수로 기용되면서 시시뉴는 그를 꽤 긴 시간동안 추적하던 로마로의 이적을 요청했다.

### 로마
2007년 8월 22일, 시시뉴는 €11M에 달하는 금액에 로마와 계약했다. 시시뉴는 수도 연고의 구단과 5년 계약을 맺고 1년차에 세금을 포함해 €3.6m의 급여를 받았고, 5년차에는 급여가 €4m으로 올랐고, 여기에 추가 수당도 따로 받았다.
그는 팔레르모와의 세리에 A 1차전 경기에서, 후반전에 뤼도비크 지울리를 대신해 들어가 로마 유니폼을 입고 첫 경기를 뛰었다. 로마는 이 경기에서 2-0으로 이겼다.

### 2010년 상파울루 임대
2010년 2월 9일, 시시뉴는 2010년 6월 30일까지 상파울루에 임대로 합류했다. 시시뉴는 2009-10 시즌 이후에 임대를 떠났는데, 그는 클라우디오 라니에리 감독의 지도 하에 마르코 카세티와 마르코 모타에 밀려 출전 기회가 적었었다.

### 2011년 비야레알 임대
2011년 1월 13일, 그는 시즌 말까지 비야레알로 임대를 떠나면서 스페인 무대에 복귀했다.

### 2011-12 시즌
2011-12 시즌, 시시뉴는 로마로 복귀했다. 그는 마르코 카세티와 알레안드로 로시에 밀린 3군이었다. 그는 2011-12 시즌에 2경기를 뛰는데 그쳤는데, 그가 뛴 첫 경기는 시에나전으로 선발 출전이었다. 그는 6월 30일에 계약이 만료되면서 브라질로 돌아갔다.

### 시바스스포르
비야레알과 브라질의 스포르트 헤시피를 거친 시시뉴는 2013년 7월에 호베르투 카를루스가 지휘봉을 갓 잡은 터키의 시바스스포르와 계약했다. 1년 후, 시시뉴는 주축 선수가 되었고, 2014년 4월에는 시바스 연고의 구단과 계약을 2년 연장했다.

## 국가대표팀 경력
그는 브라질 국가대표팀 일원으로 2005년 FIFA 컨페더레이션스컵을 우승한 선수단의 일원이었고, 2006년 FIFA 월드컵에서 브라질을 대표로 참가한 23명의 선수들 중 한 명이었다.

## 사생활
브라질 국적 외에도 그는 성이 "데 체사레" 조부가 아브루초주 티오네 델리 아브루치 출신이어서 이탈리아 국적도 갖고 있는데, 입국서류에 지 세자리로 잘못 등록되었다. 2016년 7월, 그는 ESPN 브라지우 방송에서 레알 마드리드와 로마에서 활약할 당시 알코올 의존증을 앓은 사실을 털어놓았다.

## 경력 통계
2015년 3월 1일 기준
| 구단            | 시즌      | 리그 | 리그 | 리그 | 컵   | 컵 | 컵   | 대륙 | 대륙 | 대륙 | 합계 | 합계 | 합계 |
| 구단            | 시즌      | 출장 | 골   | 도움 | 출장 | 골 | 도움 | 출장 | 골   | 도움 | 출장 | 골   | 도움 |
| --------------- | --------- | ---- | ---- | ---- | ---- | -- | ---- | ---- | ---- | ---- | ---- | ---- | ---- |
| 레알 마드리드   | 2005–06   | 19   | 2    | 1    | 4    | 1  | 0    | 1    | 0    | 0    | 24   | 3    | 1    |
| 레알 마드리드   | 2006–07   | 7    | 0    | 3    | 0    | 0  | 0    | 1    | 0    | 0    | 8    | 0    | 3    |
| 레알 마드리드   | 합계      | 26   | 2    | 4    | 4    | 1  | 0    | 2    | 0    | 0    | 32   | 3    | 4    |
| 로마            | 2007–08   | 30   | 2    | 5    | 7    | 0  | 1    | 7    | 0    | 0    | 44   | 2    | 6    |
| 로마            | 2008–09   | 22   | 1    | 0    | 2    | 0  | 0    | 5    | 0    | 1    | 31   | 1    | 1    |
| 로마            | 2009–10   | 2    | 0    | 0    | 1    | 0  | 0    | 2    | 0    | 0    | 5    | 0    | 0    |
| 로마            | 2010–11   | 6    | 0    | 1    | 1    | 0  | 0    | 2    | 0    | 0    | 9    | 0    | 1    |
| 로마            | 2011–12   | 2    | 0    | 0    | 1    | 0  | 0    | 2    | 0    | 0    | 5    | 0    | 0    |
| 로마            | 합계      | 62   | 3    | 6    | 12   | 0  | 1    | 18   | 0    | 1    | 91   | 3    | 8    |
| 상파울루        | 2010      | 6    | 0    | 0    | 0    | 0  | 0    | 10   | 0    | 0    | 16   | 0    | 0    |
| 상파울루        | 합계      | 6    | 0    | 0    | 0    | 0  | 0    | 10   | 0    | 0    | 16   | 0    | 0    |
| 비야레알        | 2010–11   | 6    | 0    | 0    | 1    | 0  | 0    | 0    | 0    | 0    | 7    | 0    | 0    |
| 비야레알        | 합계      | 6    | 0    | 0    | 1    | 0  | 0    | 0    | 0    | 0    | 7    | 0    | 0    |
| 스포르트 헤시피 | 2012      | 24   | 0    | 7    | 0    | 0  | 0    | 0    | 0    | 0    | 24   | 0    | 7    |
| 스포르트 헤시피 | 합계      | 24   | 0    | 7    | 0    | 0  | 0    | 0    | 0    | 0    | 24   | 0    | 7    |
| 시바스스포르    | 2013–14   | 31   | 1    | 15   | 6    | 1  | 1    | 0    | 0    | 0    | 37   | 2    | 16   |
| 시바스스포르    | 2014–15   | 30   | 1    | 9    | 3    | 0  | 0    | 0    | 0    | 0    | 33   | 1    | 9    |
| 시바스스포르    | 2015–16   | 27   | 0    | 5    | 0    | 0  | 0    | 0    | 0    | 0    | 27   | 0    | 5    |
| 시바스스포르    | 합계      | 88   | 2    | 28   | 9    | 1  | 1    | 0    | 0    | 0    | 97   | 3    | 30   |
| 경력 합계       | 경력 합계 | 198  | 7    | 45   | 26   | 2  | 2    | 30   | 0    | 1    | 243  | 8    | 46   |

## 수상

### 클럽
상파울루
- 캄페오나투 파울리스타: 2005
- 코파 리베르타도레스: 2005
- FIFA 클럽 월드컵: 2005

레알 마드리드
- 라 리가: 2006-07

로마
- 코파 이탈리아: 2007-08
- 수페르코파 이탈리아나: 2007

### 국가대표팀
브라질
- FIFA 컨페더레이션스컵: 2005